# Renato (football, 1944)
Pour les articles homonymes, voir Renato.
Renato Cunha Valle
Renato Cunha Valle, plus connu sous le nom de Renato (né le 5 décembre 1944 à Rio de Janeiro au Brésil) est un joueur de football international brésilien qui évoluait au poste de gardien de but, avant de devenir ensuite entraîneur.

## Biographie

### Carrière de joueur

#### Carrière en sélection
Avec l'équipe du Brésil, il joue deux matchs lors de l'année 1973.
Il reçoit sa première sélection le 3 juin 1973 contre l'Algérie, et sa seconde le 13 juin 1973 contre l'Autriche. 
Il figure dans le groupe des sélectionnés lors de la Coupe du monde de 1974. Lors du mondial organisé en Allemagne, il officie comme gardien remplaçant et ne joue aucun match.

## Palmarès
| Flamengo - Championnat du Brésil : - Vice-champion : 1964. - Championnat de Rio de Janeiro (2) : - Champion : 1972 et 1974. - Coupe Guanabara (1) : - Vainqueur : 1967. |  | Atlético Mineiro - Championnat du Brésil (1) : - Champion : 1971. - Championnat du Minas Gerais (1) : - Champion : 1970. - Vice-champion : 1972. |

| Fluminense - Championnat de Rio de Janeiro (2) : - Champion : 1975 et 1976. |  | Bahia - Championnat de Bahia (3) : - Champion : 1979, 1981 et 1982. |